# Atlantic Free Zone

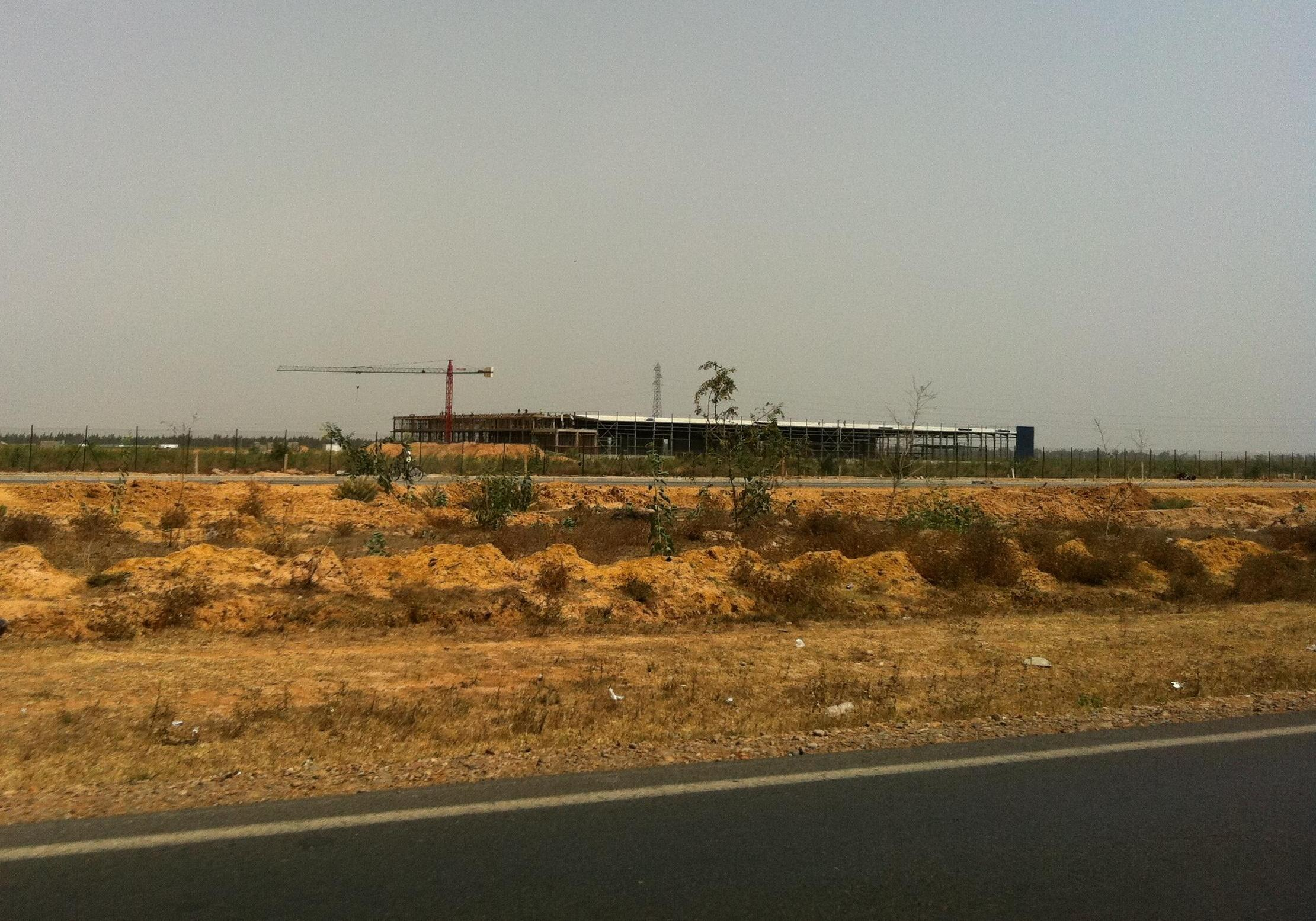
Bâtiment en cours de construction.

Atlantic Free Zone (couramment abrégée en AFZ) est une zone franche située dans la commune d'Ameur Seflia, à 14 km à l'est de la ville de Kénitra, au Maroc.
Avec une superficie totale de plus de 345 hectares, cette zone franche est considérée comme la plus grande d'Afrique.
En mars 2025, la zone a été agrandie pour atteindre une superficie totale de près de 600 hectares.

## Présentation
AFZ comprend deux zones :
- une zone franche d'exportation (plus de 2 millions de m2) avec des avantages fiscaux et douaniers pour les entreprises qui s'installent dans le parc ;
- une zone libre où toutes les entreprises peuvent s'installer sans aucune condition d’exportation.

La zone franche cible essentiellement les secteurs de l'industrie, notamment les équipementiers automobile, les activités connexes et d'export, la logistique industrielle ainsi que les services support à l'industrie (maintenance, bureaux d'études, centres d'affaires, etc.).
Cette zone sera dotée à terme d'équipements publics et de proximité, de commerces et de services, d'un hôtel, de restaurants, de centres d'exposition ainsi que d'espaces verts et d'aires de repos.
Près de 21 000 salariés sont actuellement employés dans cette zone franche.

## Entreprises présentes
Plusieurs usines d'entreprises multinationales se trouvent sur le site :
| Entreprise                      | Secteur                     | Ouverture     | Superficie | Emplois | Source |
| ------------------------------- | --------------------------- | ------------- | ---------- | ------- | ------ |
| Fujikura (en)                   | Cablage                     | Février 2012  |            |         | [ 4 ]  |
| AERODEFI Systems                | Injection Thermoplastique   | 2019          |            |         | [ 5 ]  |
| Hirschmann Automotive (de)      | Cablage                     | Mai 2012      |            |         | [ 6 ]  |
| Coficab                         | Cablage                     | Novembre 2012 |            |         | [ 7 ]  |
| Plastic Electromechanic Company | Cablage                     | Décembre 2013 |            |         | [ 8 ]  |
| CMGP                            | Cablage                     | 2013          |            |         | [ 9 ]  |
| Sews MFZ                        | Cablage                     | 2014          |            |         |        |
| Saint-Gobain Sekurit            | Verres                      | Avril 2014    |            | 500     | ,      |
| Lear Corporation                | Cablage                     | Mai 2014      | 27 871 m²  | 1 700   | [ 12 ] |
| Delphi                          | Cablage                     | Novembre 2014 |            | 1 650   | ,      |
| Kromberg & Schubert             | Cablage                     | Octobre 2015  | 42 000 m²  | 2 200   | ,      |
| GPC                             | Papier                      | Décembre 2016 |            | 200     | ,      |
| Cofat                           | Cablage                     | Octobre 2017  |            |         |        |
| Nanjing Xiezhong Group          | Cablage                     | Décembre 2017 | 34 000 m²  | 120     | [ 19 ] |
| MTA                             | Composants Electromécanique | Janvier 2018  |            | 500     | [ 20 ] |
| Nexteer Automotive              | Automobile                  | 2019          | 18 000 m²  | 500     | [ 21 ] |
| Asahi Glass                     | Verres                      | 2019          |            | 600     | [ 22 ] |
| Stellantis                      | Automobile                  | 2019          | 600 000 m² | 1 500   | [ 23 ] |
| Linamar                         | Automobile                  | 2019          |            | 1 000   | [ 24 ] |
| CITIC Dicastal Africa           | Jantes aluminium            | 2019          |            | 1 400   |        |
| Adient                          | Automobile                  | 2019          |            |         | [ 25 ] |
| Dika Morocco Castings           | Automobile                  | 2024          | 40 000 m²  | 1 000   | [ 26 ] |

On y trouve également des instituts de formation, notamment :
- Institut de Formation aux Métiers de l'Industrie Automobile de Kénitra (IFMIA) (ouvert en mai 2012)[27].